# Dial on Demand Routing
Wenn in Weitverkehrsnetzen (WANs) Verbindungen zwischen Knoten immer nur nach Bedarf aufgebaut werden, spricht man von Dial-on-Demand-Routing. Diese Technik spart insbesondere in Netzen mit geringem Datenaufkommen Kosten, da keine festgeschalteten Verbindungen zwischen den Netzknoten benötigt werden.

## Hintergrund
Daten werden in Weitverkehrsnetzen durch Router zwischen einzelnen Netzbereichen weitergeleitet. Hierzu greifen die Router auf Informationen zurück, die statisch festgelegt wurden oder über bestehende Verbindungen ständig zwischen den Routern ausgetauscht werden (siehe auch: Routing). Ein wichtiges Grundprinzip hierbei ist, dass Router nur aktive Verbindungen betrachten. Inaktive Verbindungen werden als defekt angesehen und um diese wird eine Umleitung gesucht.
Will man aber zwischen zwei Netzknoten eine Wählverbindung schalten, so führt dieses zu einem Problem mit dem Routing. Ist die Wählverbindung nicht aufgebaut, werden die Router dieses als Störung ansehen und den Weg nicht benutzen. Wird die Verbindung beispielsweise von Hand aufgebaut, so werden die Router diese Verbindung nutzen und ihre Routing-Daten darüber austauschen. In diesem Fall würde die Verbindung nicht mehr abgebaut.

## Virtuelle Verbindung
Um die oben beschriebenen Probleme zu lösen, können Router spezielle virtuelle Verbindungen haben. Bei diesem Verbindungstyp werden einem Router Informationen über die Netzknoten auf der anderen Seite der Verbindung mitgegeben. Weiterhin erhält der Router Daten, die ihm bei Bedarf einen automatischen Verbindungsaufbau erlauben. Der Router geht also davon aus, dass die Verbindung zu den anderen Netzknoten aktiv ist, denn im Bedarfsfall kann er sie ja aufbauen.

## Datenklassifizierung
Damit Dial-on-Demand-Routing funktioniert, muss der Router die zu übertragenden Daten klassifizieren. Grob gibt es zwei Arten von Daten: interessante und uninteressante. Bei interessanten Daten wird die Verbindung, sofern nicht schon aktiv, aufgebaut. Ist die Verbindung bereits aktiv, wird ein Zeitzählwerk (engl. idle timer) zurückgesetzt. Bei uninteressanten Daten wird keine Verbindung aufgebaut. Sie werden aber, wenn eine Verbindung besteht, übertragen. Jedoch wird hierbei das Zeitzählwerk nicht zurückgesetzt. Erreicht das Zeitzählwerk den Wert 0 (engl. timeout), wird die Verbindung abgebaut.

## Anwendungen
Dial-on-Demand-Routing wird gerne in kleineren privaten Netzen verwendet. In großen Netzen werden hiermit Außenstellen und Arbeitsplätze angebunden, die nicht auf eine ständige Verbindung zum Netz angewiesen sind. Um einen möglichst störungsfreien Betrieb sicherzustellen, wird DDR meist mit schnellen Wählnetzen eingesetzt (ISDN, ATM, Frame-relay).